# Sidi M'Hamed (M'Sila)
Sidi M'Hamed è un comune dell'Algeria, situato nella provincia di M'Sila.